# Mount Henry Bridge
Le Mount Henry Bridge traverse le fleuve Canning dans la ville de Perth en Australie-Occidentale. Il relie la (en) péninsule du mont Henry et les faubourgs de (en) Brentwood. La fonction de l'ouvrage est double avec, d'une part, la voie routière en (en) Kwinana Freeway et, d'autre part, la ligne ferroviaire (en) Mandurah.

## Description
Le pont a été réalisé en béton précontraint et comprend neuf travées. Avec ses 660 mètres de long, le pont est le plus long ouvrage routier de l'Australie occidentale.

## Histoire
Le pont a été construit en tant qu'extension de la Kwinana Freeway à partir de la fin des années 1970. Il a été mis en service en 1982.
Le pont a été élargi et renforcé entre 2004 et 2006 pour s'adapter à la nouvelle ligne ferroviaire Mandurah railway line. Ces travaux ont consisté à lui adjoindre une structure indépendante qui chevauche l'ouvrage original.